# Spontaneità costituzionale
La spontaneità costituzionale è una corrente di pensiero, sorta nel XXI secolo, che mira a superare una visione normativista pura del diritto costituzionale e tende ad introdurre fra le fonti del diritto costituzionale la categoria della Spontaneità. Il diritto, quale insieme di prescrizioni volte ad ordinare una determinata società in un determinato contesto spazio – temporale, non può essere che il prodotto scaturente da quel medesimo aggregato sociale che lo esprime e lo approva. Si vuole, cioè, riaffermare il primato della Vita sulle norme, la cui funzione non può essere che ancillare. Secondo questo indirizzo dottrinale, il diritto, in sostanza, come già è stato affermato da eminenti studiosi, deve recuperare la sua duplice dimensione sociale e sapienziale, per ritornare ad essere la voce di quegli aggregati, di quei corpi che per molti secoli hanno saputo esprimere autonomamente le regole più idonee. Il cieco affidamento alla legislazione positiva, espressione di un potere distante e irraggiungibile, determina nefaste conseguenze in termini di efficienza e di rispondenza ai reali bisogni della collettività. Nell'età odierna, soggetta a rapidi e radicali mutamenti, non è più concepibile un'attività normativa posta ed imposta esclusivamente dall'alto, ma è fondamentale poter ricucire quel legame tra la societas e lo ius, di cui la legge è solo una delle molteplici espressioni.
Nel XX secolo un approccio 'puro' del diritto aveva portato ad identificare la costituzione di uno Stato con il testo costituzionale in senso stretto, collocato in posizione apicale all'interno di una visione fortemente gerarchizzata delle fonti e delle relative norme (si pensi alla “piramide” di Hans Kelsen). La ricchezza e la dinamicità della società contemporanea (cd. società fluida) hanno indotto studiosi (per tutti, Romano Ferrari Zumbini) a elaborare la Costituzione come mosaico, che consta di una pluralità di tessere, scritte e non scritte. Fra le scritte va ovviamente ricompresa la costituzione come testo articolato, come pure ogni atto scritto avente rilevanza costituzionale (normativa, elettorale, sul finanziamento dei partiti, sulla responsabilità dei magistrati, etc.). Fra le norme non scritte vanno inserite la consuetudine costituzionale, la prassi degli organi apicali dell'ordinamento e la Spontaneità. Con quest'ultimo termine si indica la germinazione per partenogenesi, ossia in assenza di fonti di produzione, di istituti giuridici nuovi. Requisito perché si concretizzi la Spontaneità è che vi sia condivisione fra tutti i protagonisti costituzionali dell'opportunità di tale istituto innovativo. Il fatto spontaneo può in seguito essere innalzato e positivizzato con un formale riconoscimento legale, e finanche tradotto in legge. Dalla spontaneità allora potrebbe sorgere il diritto positivo; oppure, potrebbe accadere che la norma spontanea si solidifichi nella consuetudine, questa seconda ipotesi verificandosi quando il punctum, non riconosciuto in atti legislativi, si presenti come continuum, con tutti i requisiti, esterni ed interni, della consuetudine. Si potrebbe affermare, perciò, che nelle materie regolate dal diritto consuetudinario non può esservi spontaneità, a meno che essa non risorga in un nuovo fatto o atto che potrà dar vita ad una nuova norma modificatrice della consuetudine in questione. Del resto, ben può essere che non si formi sul punctum una consuetudine, mancandone i requisiti, ed in tal caso si potrà continuare ad agire spontaneamente, in assenza di norme legislative o consuetudinarie, riservando maggiore flessibilità e malleabilità all'ordinamento giuridico, attraverso un intervento costante in una materia non pietrificata.

## Esempi di Spontaneità nell'esperienza italiana
Come chiarisce Romano Ferrari Zumbini nei suoi lavori, “la spontaneità si è concretizzata nell'idoneità all'evoluzione costante, non di rado tacita di quel testo (costituzionale), attraverso letture evolutive ed applicazioni evolutive”. Nella storia italiana, la Spontaneità è apparsa con la germinazione, in assenza di norme, del giudizio di costituzionalità (nella Repubblica cisalpina 1797); del Consiglio dei ministri, del presidente del Consiglio, del decreto-legge, del decreto legislativo (nel Regno di Sardegna 1848), dell'interim ministeriale (fra Regno di Sardegna e d'Italia 1848/1920) e non solo. Ciò mostra chiaramente come, nonostante l'assolutismo giuridico di cui parla Paolo Grossi in molti dei suoi lavori, la produzione del diritto non è mai stata completamente pietrificata in rigidi schemi normativi.

## Spontaneità e ordine spontaneo
La Spontaneità così intesa è da tenere distinta da ogni apparente similitudine linguistica con il paradigma liberista dell'ordine spontaneo, elaborato da von Hayek: per costui esiste nella società una virtuosa capacità autoregolatrice dell'insieme dei processi nel mercato (per una lettura critica da una prospettiva giuridica, cfr. R. Pessi, 2009). In una visione invece squisitamente giuridica la Spontaneità è invece una delle fonti che alimentano il diritto pubblico, più esattamente il mosaico costituzionale.